# Kardinal-Faulhaber-Straße 1

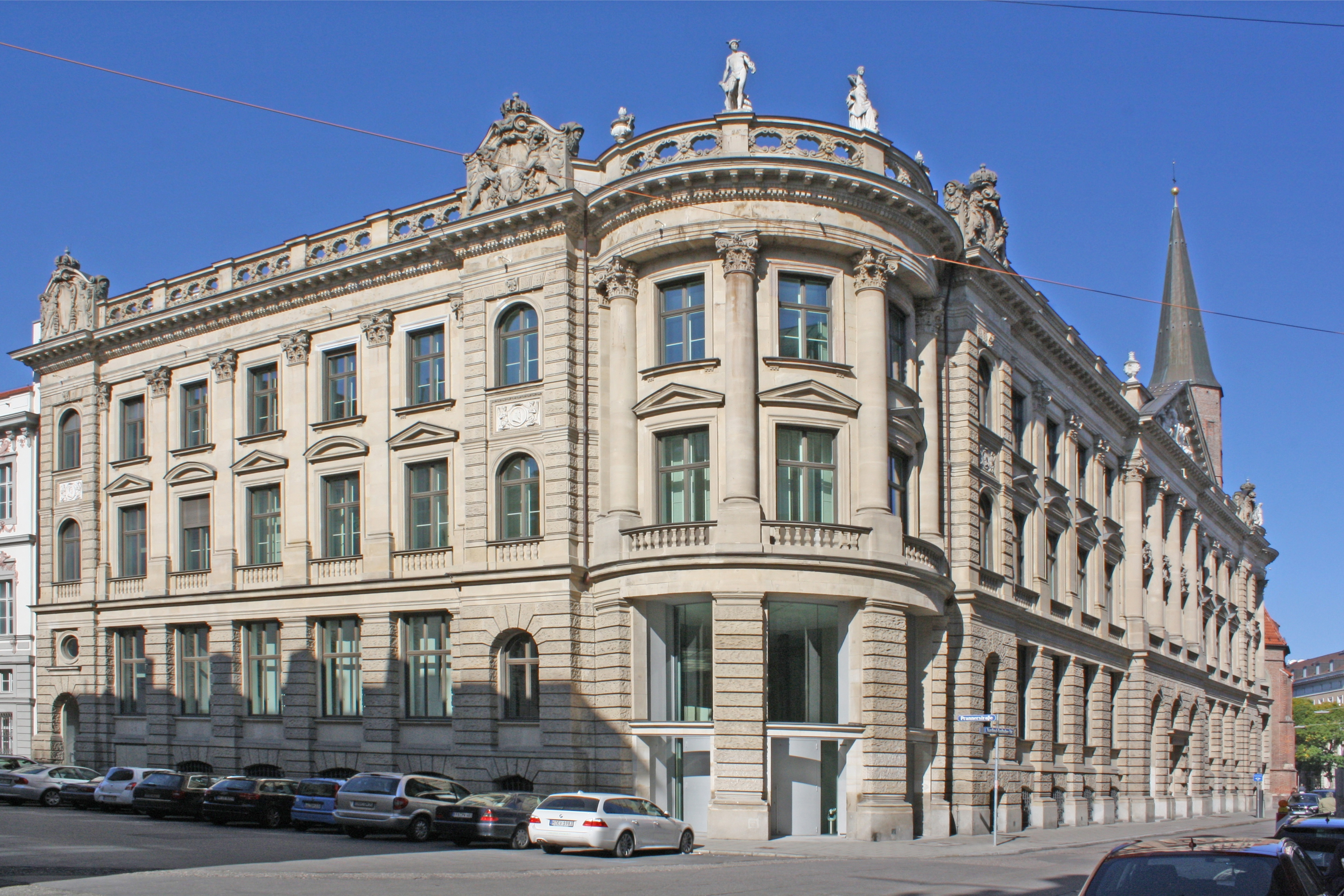
Gebäude Kardinal-Faulhaber-Straße 1

Das Gebäude Kardinal-Faulhaber-Straße 1 ist ein ehemaliges Bankgebäude in München. Es wurde um die Jahrhundertwende 19./20. Jahrhundert erbaut und ist als Baudenkmal in die Bayerische Denkmalliste eingetragen.

## Lage
Das Gebäude liegt in der Münchner Altstadt südlich der Salvatorkirche. An der Kardinal-Faulhaber-Straße nimmt es einen ganzen Häuserblock zwischen der Salvatorstraße und der Prannerstraße ein.

## Geschichte

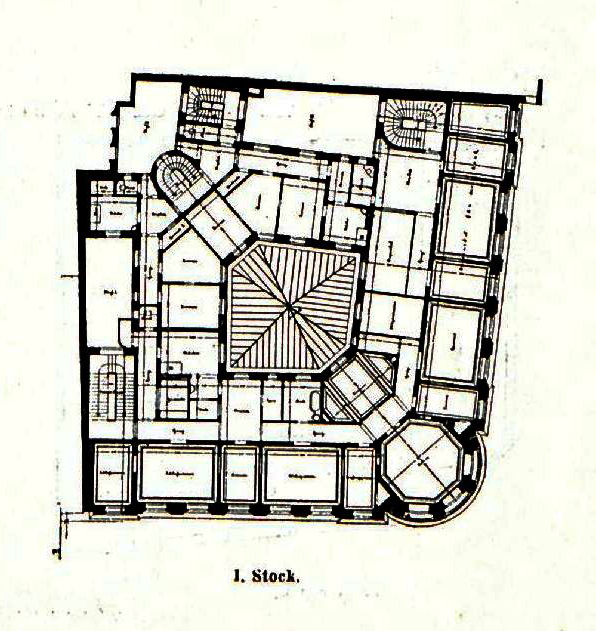
Grundriss 1898

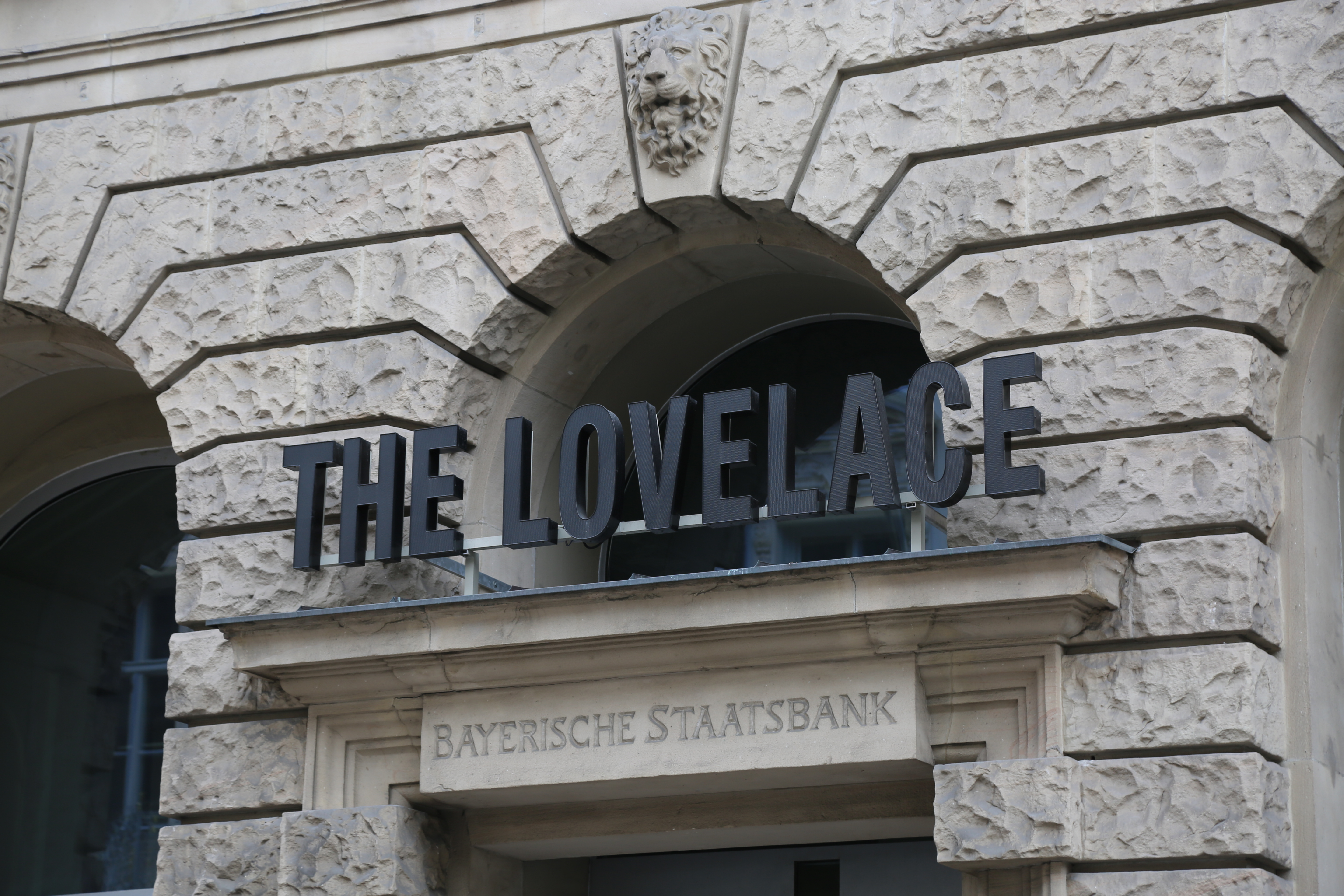
The Lovelace

Die Königliche Filialbank, die Münchner Niederlassung der Königlich Bayerischen Bank, erwarb 1892 drei Grundstücke an der Ecke Kardinal-Faulhaber-Straße / Prannerstraße und ließ die darauf stehenden Palais abreißen. 1893/94 wurde über die drei Grundstücke hinweg ein einheitliches Gebäude nach den Plänen des Architekten Albert Schmidt errichtet, der auch Inhaber des ausführenden Bauunternehmens war. 
1903/04 kaufte die Bank auch die nördlich an den Bau angrenzenden Grundstücke bis zur Salvatorstraße. Dort wurde 1907/08 ebenfalls nach Plänen Albert Schmidts und durch dessen Bauunternehmen ein Erweiterungsbau errichtet, der noch größer war als der ursprüngliche Bau. Während der ältere Bau diagonal von der Südostecke aus erschlossen wurde, wurde der Haupteingang nun in einen Mittelrisalit verlegt, der an der Nahtstelle zwischen den beiden Bauten lag.
Das Gebäude blieb Sitz der Königlichen Filialbank (ab 1918 Bayerische Staatsbank) bis zu deren Fusion mit der Bayerischen Vereinsbank 1971, die ihrerseits 1998 mit der Bayerischen Hypotheken- und Wechselbank zur HypoVereinsbank  fusionierte.
Von 2000 bis 2005 erfolgte auf Betreiben des Vorstandssprechers Albrecht Schmidt eine Entkernung und bauliche Erneuerung des gesamten Gebäudekomplexes. Nach einer Nutzung der HypoVereinsbank (HVB Forum) erfolgte als Zwischennutzung eine Nutzung als Hotel (The Lovelace) und Veranstaltungsstätte. Das entkernte Bauwerk wurde unter Leitung der Architekten Hilmer Sattler in ein Luxushotel der Hotelgruppe Rosewood umgebaut.

## Beschreibung

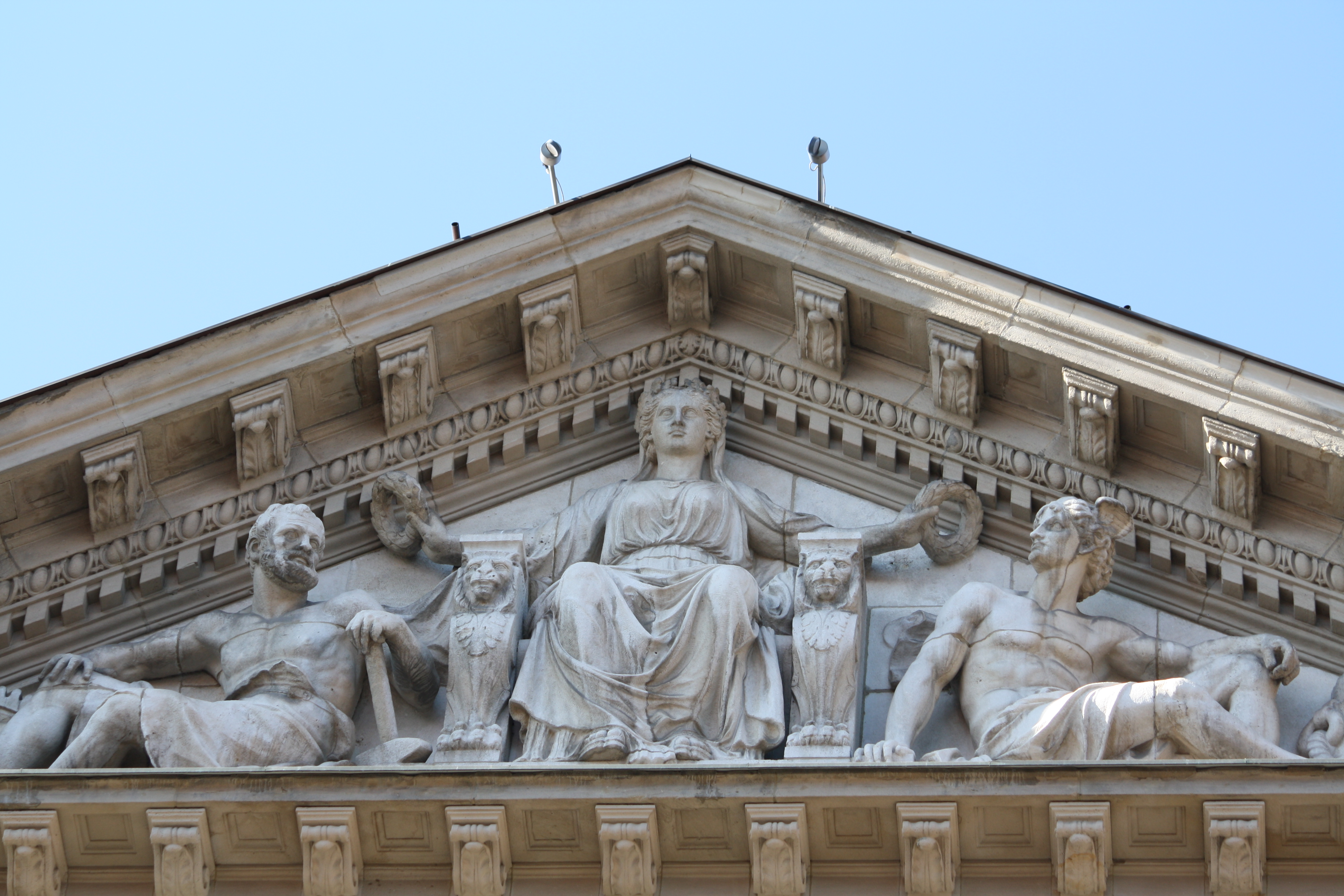
Giebelrelief

Über einem Souterrain erheben sich drei hohe Geschosse. Die etwa 62 m Fassade an der Kardinal-Faulhaber-Straße ist durch einen dreiachsigen Mittelrisalit mit Dreiecksgiebel gegliedert, an den Straßenecken befinden sich Rundpavillons. Das Erdgeschoss hat eine rustizierte Fassade. Die Fassaden an den drei Straßen enden beidseitig in einachsigen Rustica-Lisenen, auf denen Wappenkartuschen das Gebälk und die Brüstung überragen, die an den Straßenfronten die Fassade krönen. 
An dem Mittelrisalit und den Eckpavillons sind die beiden Obergeschosse durch je vier korinthische Halbsäulen in einer Kolossalordnung zusammengefasst. Über den Fenstern des ersten Stockwerks sind abwechselnd Dreiecks- und Segmentgiebel angeordnet, die Fenster des zweiten Stockwerks sind ohne Giebel.
Die Bauplastik wurde durch den Bildhauer Heinrich Waderé angefertigt. Im Tympanon des Mittelrisalits stellt eine Reliefgruppe die Bavaria dar, die Lorbeerkränze an zwei Personen verteilt, die Gewerbe und Handel verkörpern. Auf der Brüstung der Rundpavillons stehen ebenfalls allegorische Figuren: über dem Südostpavillon Handel und Industrie, über dem Nordostpavillon Landwirtschaft und Gewerbe.